# Xanthia siphuncula
Xanthia siphuncula är en fjärilsart som beskrevs av George Francis Hampson 1905. Xanthia siphuncula ingår i släktet Xanthia och familjen nattflyn. Inga underarter finns listade i Catalogue of Life.